# Unión Demócrata Independiente
Die Unión Demócrata Independiente (Unabhängige Demokratische Union, UDI) ist eine rechtskonservative Partei in Chile. Sie wurde am 24. September 1983 während der Militärdiktatur Augusto Pinochets gegründet. Ihr Gründer Jaime Guzmán war seit 1965 aktiv in antikommunistischen Organisationen tätig und beteiligte sich während der Militärdiktatur als Berater Pinochets an der politischen Gestaltung des Landes. Aus anfänglich schwacher Position nach dem Ende der Diktatur gewann die UDI seit der Ermordung Guzmáns im Jahre 1991 kontinuierlich an Unterstützung und konnte die mit ihr um die Stimmen des rechten Wählersegments konkurrierende Renovación Nacional (RN) bei den Präsidentschaftswahlen von 1999 erstmals überholen. Seitdem war sie trotz zeitweiliger Verluste bis 2017 ununterbrochen stärkste Einzelpartei Chiles, die für sich allein genommen bei fast allen Wahlen mehr Stimmen als jede andere einzelne Partei auf sich vereinigen konnte.
Die Partei beteiligte sich 2009 gemeinsam mit der liberal-konservativen Partei Renovación Nacional (RN) am konservativen Wahlbündnis Alianza por Chile. Heute gehört die UDI zusammen mit den Parteien Renovación Nacional (RN), Evolución Política (Evópoli) und Partido Regionalista Independiente Demócrata (PRI) dem Regierungsbündnis Chile Vamos an, auf das sich der chilenische Staatspräsident Sebastián Piñera (RN) bis zu seiner Abwahl 2022 stützte. Erstmals in diesem Jahrtausend wurde die UDI bei der Parlamentswahl in Chile 2017 wieder von ihrem konkurrierenden Bündnispartner RN überflügelt.

## Inhaltliches Profil
Die UDI setzt sich für Freihandel und freie Marktwirtschaft ein, aber auch für eine restriktive Innenpolitik und konservative Werte. Das Grundsatzprogramm von 1991 steht unter dem Leitgedanken einer christlich-abendländischen Kultur, welche die Grundlage für die Gesellschaft bilde. Die Familie, die nationale Identität, die persönliche Freiheit und der schlanke Staat bilden die Grundwerte des Parteiprogramms. Die UDI setzt sich für das Verbot von Abtreibungen, das Eigentumsrecht, die Unternehmensfreiheit, den Wettbewerb innerhalb der Sozialversicherung und die Gleichberechtigung der Frau auch in ihrer Rolle als Mutter ein. Die Partei fordert eine westliche Demokratie und den Wettbewerb der gewaltfreien, patriotischen und verfassungstreuen demokratischen Parteien. Die UDI lehnt sowohl totalitaristische Ideologien, zu denen entsprechend der Parteilinie vor allem der Marxismus gezählt wird, als auch dessen Auswirkungen wie Abtreibung, Drogen und Pornographie als Angriff auf die christlich-abendländische Kultur ab.
Die UDI unterstützt private Unternehmer und lehnt Gemeinschaftsunternehmen ab, sie propagiert Arbeit als Grundlage der Gesellschaft und fordert die einvernehmliche Lösung von Tarifkonflikten. Die Gemeinden und Regionen sollen ebenso wie die Selbstverwaltungsorgane mehr Kompetenzen erhalten.

## Ideologischer Hintergrund und innere Struktur

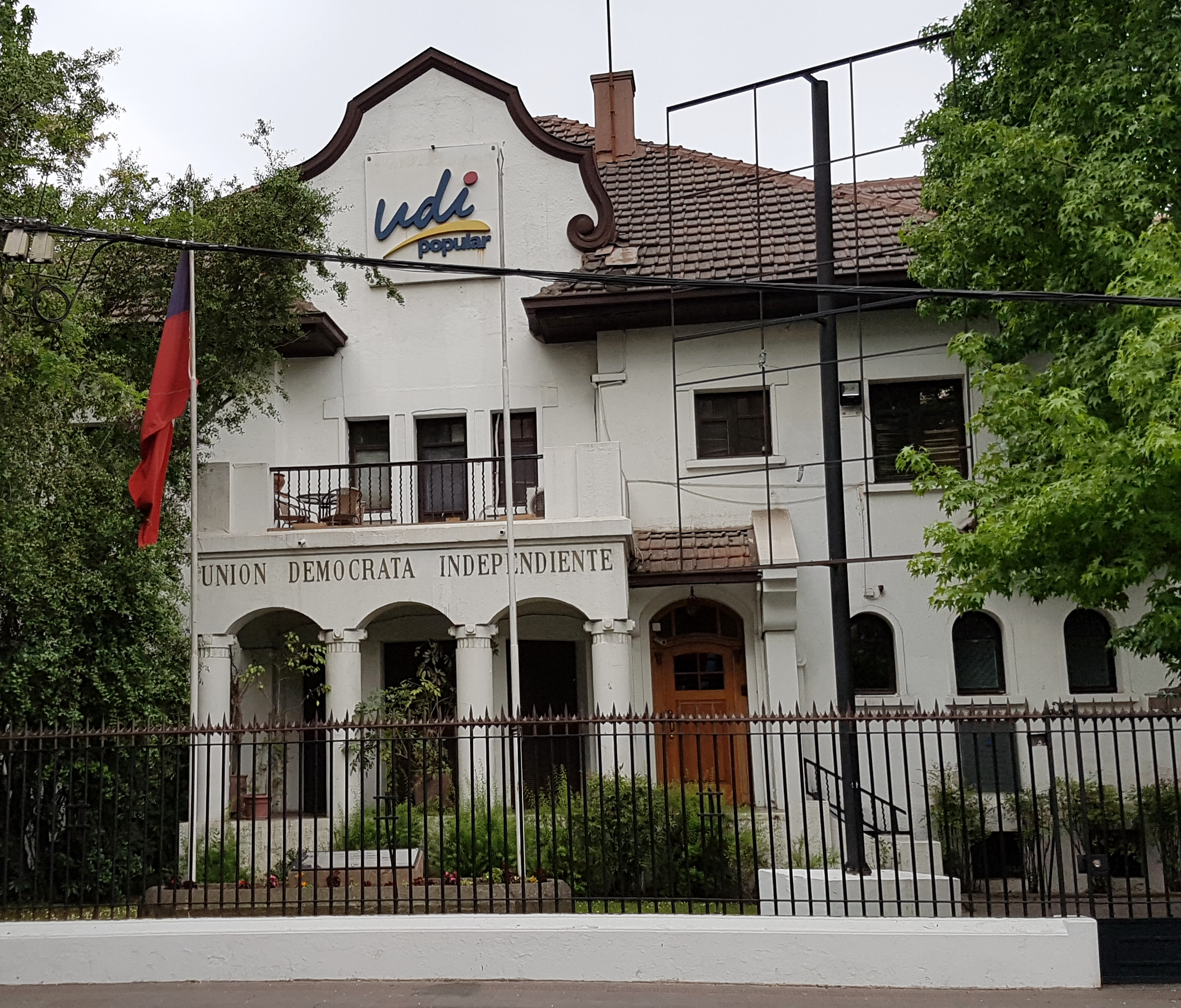
Hauptsitz der UDI

Die innere Organisation der Partei wird als hermetisch beschrieben und orientiert sich an den Führungsstrukturen des Opus Dei, einer katholischen Laienorganisation, der zahlreiche ihrer Mitglieder und Repräsentanten angehören sollen. Neben dem Opus Dei, das sich in den vergangenen Jahrzehnten aber auch in moderateren politischen Zirkeln Chiles außerhalb der UDI profiliert hat, und später auch der umstrittenen mexikanischen Ordensgemeinschaft der Legionäre Christi war die Gründergeneration der Partei ideologisch mit der integralistischen Kampforganisation Tradition Familie Privateigentum des reaktionären brasilianischen Aktivisten Plinio Corrêa de Oliveira verbunden. Der Gründerkreis war an der Juristischen Fakultät der Katholischen Universität Chiles (PUC) beheimatet. Er hatte gute Beziehungen zu der von dem deutschen Sektenführer Paul Schäfer gegründeten und während der Diktatur als Folterlager genutzten Colonia Dignidad, wo zahlreiche interne Veranstaltungen stattfanden und die von den Exponenten der UDI über das Ende des Militärregimes hinaus vor juristischer und polizeilicher Behelligung in Schutz genommen wurde.
Die Partei wird von einem Vorsitzenden (Presidente Nacional) und einem fünfzehnköpfigen Vorstand (Directiva Nacional) geleitet. Ihr Jugendverband Nuevas Generaciones UDI veranstaltet politische Aktionen mit Schülern, Studenten und Berufstätigen und ist auch im Sozialbereich tätig. Die UDI besitzt 17 Regionalverbände (die Regionen V, VII und X und die Hauptstadtregion sind in jeweils zwei Verbände aufgeteilt), 22 Ortsvereine in der Hauptstadtregion und 52 Provinzverbände im ganzen Land. Sie stellte vor 2016 insgesamt 58 von 345 Bürgermeistern, unter anderem in Concepcion, Curicó und Viña del Mar.
Ihre Anhänger fühlen sich jenen Segmenten der Katholischen Kirche verbunden, die der Militärdiktatur tendenziell freundlich gegenüberstanden. Auch Mitglieder der 1975 als regimefreundliche Gegenorganisation zur Evangelisch-Lutherischen Kirche in Chile gegründeten und sehr stark von Deutschchilenen geprägten Lutherischen Kirche in Chile (ILCH) sind in den Führungsrängen der Partei vertreten. Anhänger der UDI sind vor allem in der Ober- und Mittelschicht zu finden, während sie in den unteren Schichten einen geringeren Stimmenanteil erzielt. Allerdings kann die UDI wegen ihres geschlosseneren und stärker populistisch gefärbten Rechtskurses sehr viel effizienter als die marktliberale RN auch Wähler aus den Unterschichten mobilisieren. Während Anhängerschaft und Mitglieder der UDI mehrheitlich weiblich sind, war die Führungsebene der Partei bis vor wenigen Jahren vollständig in Männerhand. Als erste Frau wurde 2017 Jacqueline van Rysselberghe in den Parteivorsitz gewählt. Die Wahl der Senatorin war das Ergebnis einer erstmals in der Parteigeschichte durchgeführten Direktwahl der Parteiführung durch die Mitglieder.

## Geschichte

### Die Gremialisten-Bewegung des Jaime Guzmán

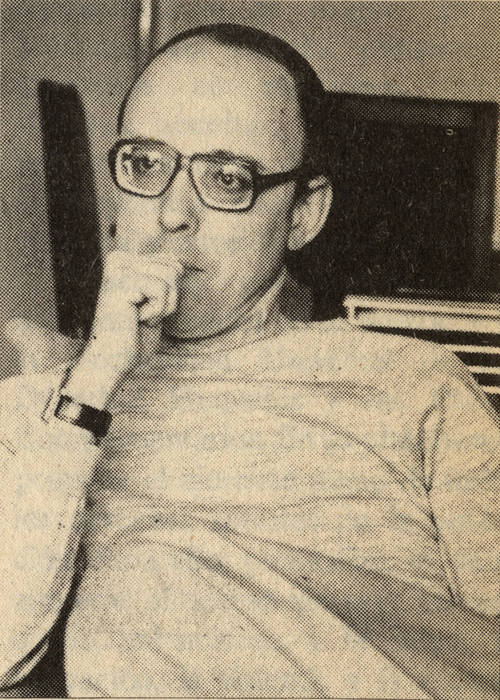
UDI-Gründer Jaime Guzmán gilt als Vater der gegenwärtigen chilenischen Verfassung von 1980

Guzmán studierte 1967 an der Katholischen Universität von Chile. Er war ein großer Verehrer des chilenischen Präsidenten Jorge Alessandri und bewunderte das Herrschaftssystem des Franquismus in Spanien. Als im Zuge der sozialen Bewegungen der späten 1960er Jahre von Studierenden und Lehrenden an der Katholischen Universität tiefgreifende Reformen vorangetrieben wurden, um den politischen und gesellschaftlichen Herausforderungen der Zeit gerecht zu werden, gehörten Guzmán und seine Anhänger, die sogenannten Gremialisten, die besonders unter Studenten und Professoren der Rechtsfakultät Rückhalt besaßen, zu den entschiedensten Gegnern der Reformen. Guzmán wurde zu einem scharfen politischen Agitator der Gremialisten. Er verwarf die liberale Demokratie und warb für ein korporatistisches Staatsmodell. Seine Ideen verbreiteten sich in der Hauptstadt und seine Gremialisten-Bewegung gewann auch außerhalb der Universität zahlreiche Anhänger.
Die marxistische Sozialpolitik des 1970 gewählten Präsidenten Salvador Allende und der massive Widerstand von Konservativen, Unternehmern und den USA stürzten Chile in eine schwere politische und wirtschaftliche Krise. Da ein Teil der Wirtschaft verstaatlicht worden war, gingen die Privatinvestitionen aus Angst vor der Verstaatlichung zurück. Aus Angst vor Enteignung setzte eine Kapitalflucht ein. Die Regierung druckte daraufhin neues Geld, und die Inflation erreichte über 300 %. Die Regierung der USA verhängte ein Handelsembargo, das die Wirtschaft zusätzlich schädigen sollte. Dadurch kam es zu massiven Protesten im Lande und bei ausländischen Investoren, aber auch unter Lastwagenfahrern und antikommunistischen Studenten.
Der Widerstand der Eliten gegen die Unidad Popular gipfelte am 11. September 1973 in einem Staatsstreich, der von der UDI noch heute als „Befreiung von einer marxistisch-leninistischen Diktatur“ bezeichnet wird. Nach dem Putsch beteiligte sich Guzmán an der vom Militär eingesetzten Übergangsregierung und löste sich von seinen korporatistischen Forderungen. Vor allem durch seine Kontakte mit Sergio de Castro, einem der sogenannten Chicago Boys, verwandelte er sich in einen Anhänger neoliberaler Politik. Im Gegensatz zu seinem Idol Jorge Alessandri stand Guzmán den Freihandelsideen der von der Militärregierung beauftragten Wirtschaftsberater nun aufgeschlossen gegenüber. Dadurch rückte er politisch näher an Staatschef Augusto Pinochet heran, der 1976 Sergio Fernández zum Arbeits- und Sozialminister ernannte, mit dem Guzmán fortan ein enges Gespann bildete. Obwohl Pinochet Guzmáns Intelligenz schätzte und ihn bei unzähligen Gelegenheiten um Rat fragte, misstraute er seinen politischen Ambitionen. Deshalb konnte Guzmán anders als der loyalere Sergio Fernández keine wirkliche Machtposition erringen. Guzmán war jedoch eine Schlüsselgestalt bei der Ausarbeitung der neuen Verfassung von 1980, die nach dem Konzept einer „beschützten Demokratie“ (democracia protegida) funktionieren sollte und sowohl ernannte Senatoren als auch ein binomiales Wahlsystem vorsah. Nach der Wirtschaftskrise von 1982, die mit dem vorübergehenden Rauswurf der Chicago Boys endete, verließ Guzmán die Regierung und gründete am 24. September 1983 eine politische Kampforganisation nach seinen Vorstellungen, die Bewegung „Unabhängige Demokratische Union“ (Movimiento Unión Demócrata Independiente, UDI).

### Gründung und Spaltung derRenovación Nacional
Guzmáns Ziel bei der Gründung der UDI bestand darin, eine große rechtsgerichtete Massenpartei zu schaffen, die ein mögliches Ende der Diktatur überdauern und die Basis für ein halbdemokratisch-autoritäres Nachfolgeregime werden sollte. Eine Rückkehr zu dem vor 1973 in Chile herrschenden Zweiparteiensystem, in dem ein rechter und ein linker Block miteinander konkurrieren, wollte Guzmán, der die Parteiendemokratie grundsätzlich ablehnte, nach dem Ende der Militärherrschaft trotz gewisser Zugeständnisse an freiheitlich-demokratische Vorstellungen unter allen Umständen verhindern.
In diesem Bestreben fusionierte seine Bewegung im April 1987 mit anderen rechtsgerichteten Organisationen. Zu den Fusionspartnern gehörten die von Andrés Allamand geleitete „Bewegung für Nationale Einheit“ (Movimiento de Unión Nacional) und die von Sergio Onofre Jarpa angeführte „Nationale Arbeitsfront“ (Frente Nacional del Trabajo). Gemeinsam bildete man die Sammelpartei Renovación Nacional, der sich außerdem einige Anhänger des Partido Nacional, der seit 1966 bestehenden traditionellen Rechtspartei Chiles, anschlossen. Auch als Teil des neuen Bündnisses behielt die UDI ihre eigenes Profil, was zu inneren Spannungen in der neuen Formation und schließlich zu deren Spaltung führte. Der liberalere Flügel um Allamand behielt den Namen Renovación Nacional (RN), während sich die Gremialisten erneut in der am 22. Oktober 1988 von Jaime Guzmán als Partei wiedergegründeten Unión Demócrata Independiente (UDI) zusammenschlossen.
In dieser Lage befand sich die Partei bei der Volksabstimmung von 1988, als über eine achtjährige Verlängerung der Amtszeit des damaligen Präsidenten Augusto Pinochet abgestimmt wurde. Die Meinungsverschiedenheiten innerhalb des Rechtsbündnisses schwächten das Lager der sogenannten „Ja-Parteien“, die für eine weitere Amtszeit Pinochets eintraten, während die Opposition mit vereinten Kräften für die Ablehnung kämpfte und mit breiter Unterstützung des Volkes, die bis ins rechtsliberale Lager hineinreichte, demokratische Wahlen im folgenden Jahr durchsetzte.

### Nach den demokratischen Wahlen
Bei den ersten freien Parlamentswahlen von 1989 gewann die UDI 9,82 % der Parlamentssitze und 5,11 % der Senatssitze. Ihr Parteigründer Guzmán kandidierte im Wahlkreis Nr. 7, der den Nordwesten von Santiago de Chile umfasste. Die beiden bekannten Oppositionspolitiker, der Christdemokrat Andrés Zaldívar (PDC) und der Sozialdemokrat Ricardo Lagos (PSCh), traten im gleichen Wahlkreis an, um mit einer Zwei-zu-Eins-Mehrheit Guzmáns Parlamentsmandat zu verhindern. Guzmán ging als Drittplatzierter aus der Wahl hervor, gewann aber dennoch genügend Stimmen, um ins Parlament einzuziehen.
Als UDI-Vorsitzender war Guzmán einer der schärfsten Kritiker der neuen, demokratischen Regierung, deren angebliche Nachgiebigkeit im Kampf gegen den Linksterrorismus er heftig kritisierte. Obwohl er die damals kleinere der beiden Rechtsparteien vertrat, betrachtete man ihn als den eigentlichen Oppositionsführer. Seine unnachgiebige Haltung gegenüber kommunistischen Oppositionskreisen aus der Zeit der Diktatur ließen ihn zur Zielscheibe der Terrorgruppe Frente Patriótico Manuel Rodríguez (FPMR) werden. Am 1. April 1991 wurde er beim Attentat eines vierköpfigen FPMR-Kommandos von Ricardo Palma Salamanca erschossen, als er nach einer Vorlesung das Gelände der Katholischen Universität verließ.

### Aufstieg zur stärksten Oppositionspartei

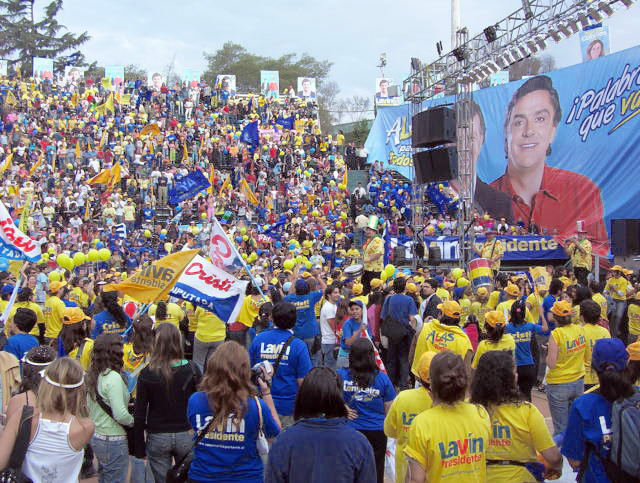
Abschlusskundgebung der UDI-Kampagne im Jahr 2005

Bei den ersten freien Kommunalwahlen von 1992 konnte die UDI 22 Bürgermeister und 178 Stadträte stellen, obwohl die Partei nur in einem Drittel der Gemeinden überhaupt vertreten war. Deshalb gehörten die Gründung neuer Ortsgruppen und die Verbreiterung der Wählerschaft zu den strategischen Zielen, die bis 1997 erreicht werden sollten. In ihren Wahlkämpfen greift die UDI die Themen Arbeitslosigkeit, Drogen und innere Sicherheit auf.
Die Unión Demócrata Independiente blieb in den Anfangsjahren der Demokratie die kleinere Rechtspartei, verglichen mit der Renovación Nacional. Durch eine aktive politische Arbeit und eine geschickte Kommunikation stieg die UDI zur stärksten Partei im Rechtsbündnis auf und überholte die RN. Ihr Stimmenanteil wuchs von 12,11 % (1993) über 14,45 % (1997) auf 25,19 % bei den Parlamentswahlen 2001, als sie noch vor der einflussreichen Christdemokratischen Partei stärkste Kraft wurde. Aus den Kommunalwahlen 2004 ist die UDI nach den Christdemokraten als zweitstärkste Partei Chiles hervorgegangen.

### Gespanntes Verhältnis zum Bündnispartner Renovación Nacional
Das Verhältnis zwischen der UDI und ihrem Bündnispartner Renovación Nacional wurde durch ständige Provokationen belastet. Beispielsweise kritisierte der damalige UDI-Vorsitzende Pablo Longueira (* 1958), regelmäßig mit heftigen Worten den RN-Vorsitzenden Sebastián Piñera. Der gemeinsame Präsidentschaftskandidat Joaquín Lavín von der UDI entschärfte das Problem, indem er beide Parteiführer zum Rücktritt veranlasste.
Von 2004 bis 2006 amtierte erneut der Senator Jovino Novoa (1945–2021) als Parteivorsitzender, ein Weggefährte Guzmáns und Mitgründer der Partei, der sie bereits von 1992 bis 1998 geleitet hatte und Pablo Longueira ablöste. Als eigentlicher Führer der UDI gilt Joaquín Lavín, der wie alle Genannten schon unter der Militärregierung politisch aktiv war und nach der Transition als Bürgermeister von Las Condes, einer reichen Gemeinde der Hauptstadt Santiago de Chile, hohe Popularität gewann. Im Jahre 1999 unterlag er bei den Präsidentschaftswahlen nur knapp (48,69 % zu 51,31 %) gegen Ricardo Lagos Escobar, der für die Mitte-links-Koalition Concertación kandidierte.
Bei der Präsidentschaftswahl 2005 konnte sich die UDI nicht mit ihrem Bündnispartner Renovación Nacional auf einen gemeinsamen Kandidaten einigen, im ersten Wahlgang am 11. Januar traten daher mit Sebastián Piñera (RN) und Joaquín Lavín für die UDI zwei Kandidaten aus dem rechten Lager an. Nachdem der Kandidat der Renovación Nacional mit 25,41 % mehr Stimmen erhalten hatte als Lavín (23,22 %), wurde Sebastián Piñera in der Stichwahl am 15. Januar 2006 von beiden Parteien unterstützt. Dabei unterlag er der sozialistischen Kandidatin Michelle Bachelet. Bei seinem erneuten Antritt als gemeinsamer Kandidat der konservativen Parteien konnte Piñera dann die Präsidentschaftswahlen im Jahr 2010 gewinnen und die UDI wurde erstmals seit dem Sturz der Diktatur an der Regierung beteiligt.
Siehe auch: Parteiensystem Chiles

## Ergebnisse der UDI bei Parlamentswahlen
|  |  |

|  |  |

|  |  |

|  |  |

|  |  |

|  |  |

|  |  |

|  |  |